# Давыденкова, Мария Юрьевна
Мария Юрьевна Давыденкова (20 сентября 1992, Пущино, Московская область) — российская лыжница, призёр чемпионата России, чемпионка всемирной Универсиады. Мастер спорта России международного класса.

## Биография
Воспитанница лыжной секции г. Пущино, тренеры — Алексей и Тамара Шешелевы, Светлана Шабалина. Представляла в разные годы Москву, Московскую область и Республику Татарстан, выступает за спортивное общество «Динамо».
Становилась победительницей и призёром юниорских соревнований.
Участница всемирной Универсиады 2017 года в Казахстане, где завоевала золото в классическом спринте и бронзу в смешанном командном спринте.
В сезоне 2017/18 стартовала на одном этапе Кубка мира в Словении, заняла 43-е место в гонке на 10 км. Призёр этапов Кубка Восточной Европы.
На уровне чемпионата России неоднократно становилась призёром, в том числе серебряным — в 2014 году в командном спринте, в 2016 году в эстафете в составе сборной Московской области, в 2018 году в масс-старте на 30 км, в 2019 году в эстафете в составе сборной Татарстана, бронзовым — в 2012 году в эстафете в составе сборной Москвы.
Победительница и призёр ряда соревнований российского уровня, в том числе Манжосовской лыжни (г. Одинцово, 2015). Призёр этапов Кубка России.
Окончила Московский государственный гуманитарный университет имени М. А. Шолохова.